# Трёхгорный пивоваренный завод
Трёхго́рный пивова́ренный заво́д —  пивоваренный завод в Москве, существовавший с 1876 по 2006 год.
Завод занимал участок между современными Кутузовским проспектом и набережной Тараса Шевченко в Москве. С 1934 года носил имя Алексея Бадаева. В конце 2000 — начале 2010-х годов территория развивалась как ресторанный и социально-культурный кластер. Архитектурный ансамбль завода является официально признанным памятником промышленной архитектуры конца XIX — начала XX века, внесённым в государственный реестр объектов культурного наследия.

## История

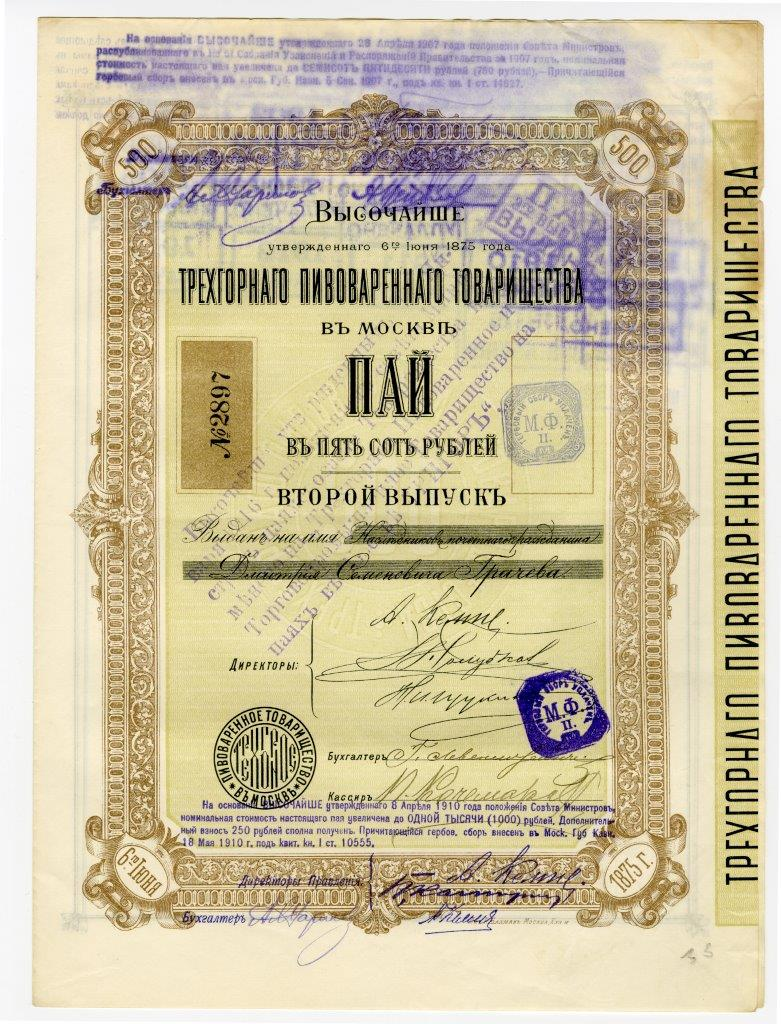
Пай в 500 руб., именной, второго выпуска, Трёхгорного пивоваренного товарищества в Москве

### Основание
Трёхгорный пивоваренный завод основали в 1875 году пивовар из Выборга Альберт Альбертович Кемпе
и московский купец 1-й гильдии Бенедикт Антонович Гивартовский. Предприятие было организовано «для устройства и содержания пивоваренного завода в г. Москве, а также для выделки на сем заводе в связи с пиво-медоварением портера, уксуса, дрожжей, муки и других продуктов из зернового хлеба и для изготовления из остатков, полученных от означенных производств корма для скота».
Учредительное собрание основных пайщиков состоялось в январе 1875 года, его устав Трёхгорного пивоваренного товарищества в Москве был высочайше утверждён 6 [18] января 1875. В список учредителей товарищества вошли: Т. С. Морозов, А. К. Крестовников, Мартиниан Борисовский с сыновьями, А. А. Корзинкин, С. П. Вишняков, И. В. Щукин, П. П. Дюшен, К. Т. Солдатёнков, Б. А. Гивартовский, Торговый дом «И. В. Юнкер и Ко», Н. С. Грачёв, А. А. Лутрейль, А. фон Барбер, Торговый дом «К. Ф. Герике», А. К. Бекерс.
Для строительства был куплен участок земли за Дорогомиловской заставой в Троице-Голенищевской волости Московского уезда. В честь расположенного на левом берегу Москвы-реки урочища «Три горы» новый завод получил своё название. Проект комплекса был выполнен по примеру Мюнхенского пивоваренного завода. Закладка зданий состоялась 15 июня 1875-го, а к февралю 1876-го было завершено строительство и установлено оборудование. Варка пива началась 5 февраля, а продажа пива — 1 июня 1876-го. Двумя первыми марками, выпускавшимися на заводе, стали «Баварское» и «Золотой ярлык».
На заводе было 314 бродильных чанов, 2 паровых двигателя и единственный в России механический солодорастительный аппарат.
В 1906 году по проекту архитектора Георгия Евланова на Главном корпусе возведена надстройка в неоготическом стиле.
Долгое время директорами товарищества были Николай Иванович Щукин, Альберт Альбертович Кемпе и Павел Иванович Голубков.
Постоянные технические усовершенствования и расширение производства позволили предприятию к 1913 году достичь выработки в 5 миллионов вёдер (около 6 миллионов декалитров) пива в год. Завод имел шесть автомобилей «Opel» для доставки пива.

### После Первой мировой войны
В связи с введением в конце 1914 года из-за Первой мировой войны «сухого закона» на всей территории России «Трёхгорный» перешёл на выпуск безалкогольных напитков и искусственного льда.
В 1915 году производственные мощности предприятия были перепрофилированы, Трёхгорный завод получил заказ на изготовление взрывчатых веществ для снарядов, а также алюминиевых красителей для текстиля.
17 января 1916 года были Высочайше утверждены изменения и дополнения действующего Устава компании, согласно которым предприятие получило новое наименование: Трёхгорное пивоваренное и торговопромышленное товарищество на паях в Москве «Тригор».

### Советское время
После Октябрьской революции 1917 года завод «Тригор» входил в состав Моссельпрома. На нём производились пивные дрожжи для медицинских целей и солодовый напиток. Варка пива была возобновлена лишь в 1923 году. Адрес завода: Дорогомиловская застава, позднее — Дорогомиловский вал, 1.
Во время антиалкогольной кампании 1929—1930 годов производство продолжалось только на Трёхгорном заводе; Шаболовский и Хамовнический пивзаводы прекратили выпуск пива.
В 1934 году заводу было присвоено имя А. Е. Бадаева, из-за чего появилось его народное название — Бадаевский пивзавод. В 1935 году он был передан в ведение Народного комиссариата пищевой промышленности СССР.
В конце 1960-х годов пиво, выпускавшееся заводом, получило высокое признание; нескольким сортам был присвоен «Знак качества»: «Наша марка» и «Двойное золотое» (1968), «Московское оригинальное» (1969), «Рижское оригинальное» (1970).
В юбилейном 1975 году предприятие достигло выработки более 16 миллионов декалитров пива.

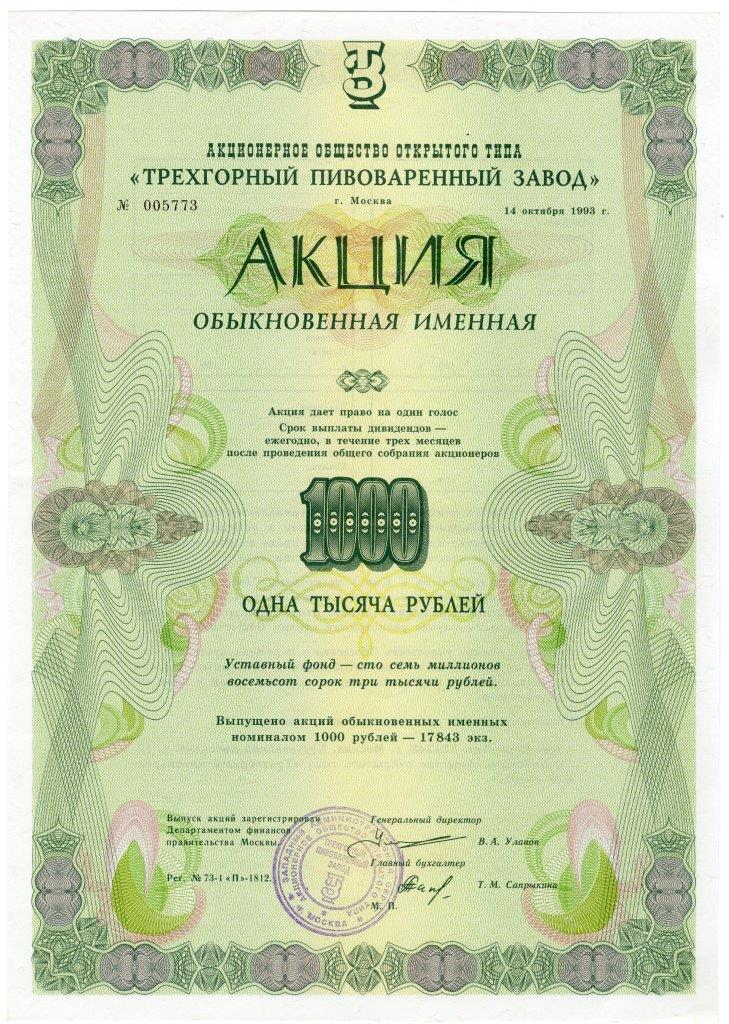
Акция обыкновенная именная в 1000 руб. Акционерного общества открытого типа «Трёхгорный пивоваренный завод». Москва, 1993 г.

### Постсоветский период
Некоторое время предприятие сохраняло название «Пивзавод им. Бадаева», но затем сменило его на «Трёхгорный пивзавод»; в это время в его ассортименте появился сорт «Дорогомиловское» (1992).
19 июля 1993 года оно было приватизировано и стало Акционерным обществом (затем АООТ) «Трёхгорный пивоваренный завод»; в 1997 году было преобразовано в ОАО «Бадаевский пивоваренный завод». Линейка выпускаемых сортов пополнилась «Трёхгорным» (1993); к 850-летию Москвы был разработан сорт «Кутузовское» (1996).
С 1999 года предприятие выпускало бо́льшую часть своей продукции под маркой «Бадаевское». Вместе с тем его пиво продавалось и под названиями «Смак» (линейка из трёх сортов), «Русские витязи» («Московское» пастеризованное). В 2002 году появилось пиво «БАD», затем было восстановлено производство «Двойного золотого».
В 2006 году завод был остановлен, и почти вся территория передана для складской и производственной деятельности. В том же году некоторые помещения Трёхгорки по адресу: Москва, Кутузовский проспект, 12 стр. 3 были переоборудованы под быстро завоевавший популярность у золотой столичной молодежи модный ночной клуб «Крыша мира», по информации на лето 2017 года продолжавший функционировать. Также по адресу: Кутузовский проспект, 12 стр.1 находятся ещё несколько клубов любителей ночных развлечений.
В 2014 году Московской пивоваренной компанией было принято решение возродить популярный в народе бренд пенного напитка. На производстве компании в Мытищах стало выпускаться пиво под маркой «Трёхгорное» двух сортов — оригинальное и безалкогольное.

### Награды
- 1882 — получил право изображения государственного герба на производимой продукции[16]
- 1896 — подтверждение права изображения государственного герба[17]
- 1958 — Большая серебряная медаль и диплом Международной выставки в Брюсселе[18]
- 1975 — награжден орденом «Знак почёта»[19]

## Архитектурное значение и судьба зданий

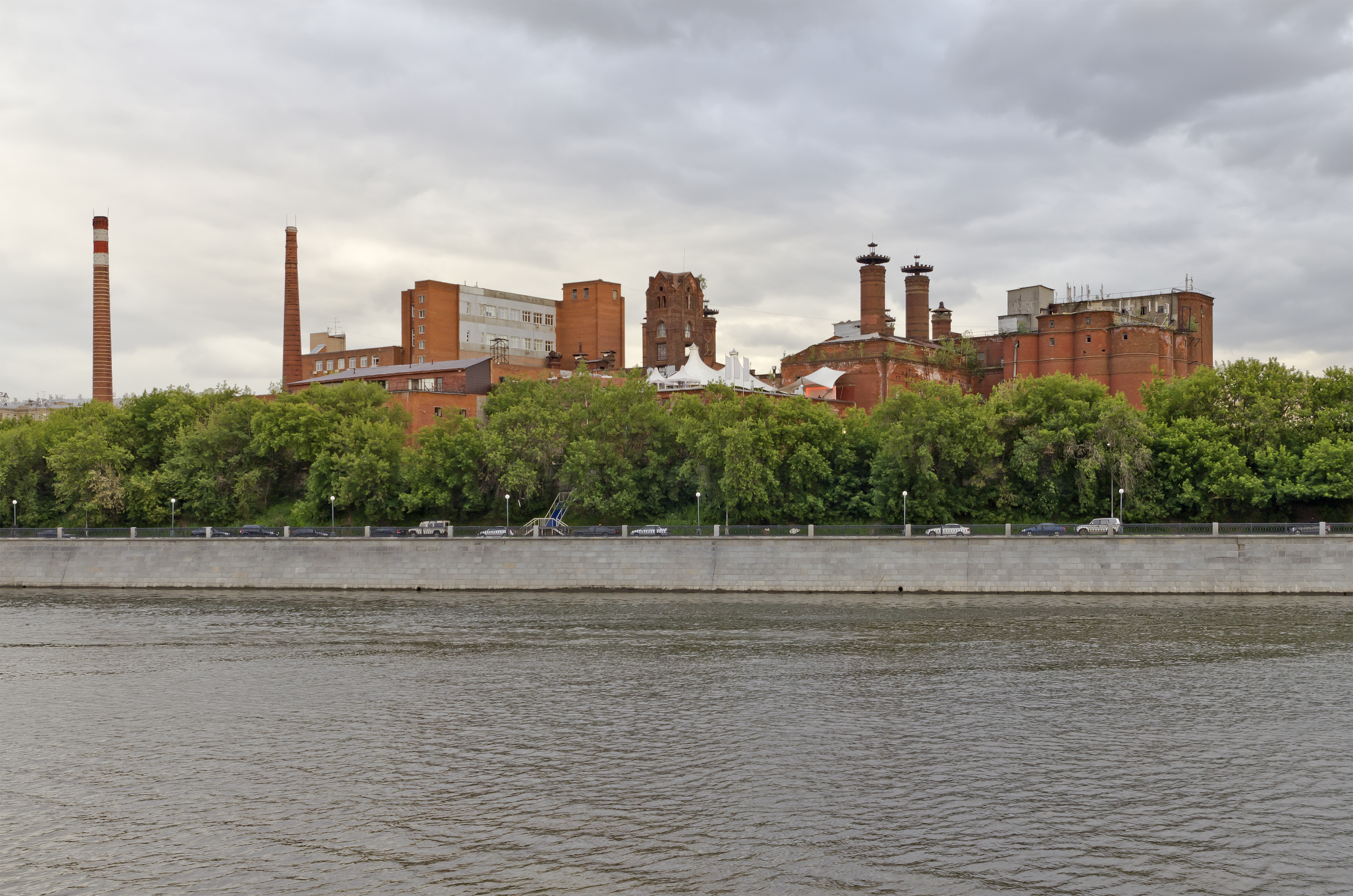
Вид на корпуса с Краснопресненской набережной

Комплекс зданий завода является памятником промышленной архитектуры XIX века. По ограде заводской территории проходит историческая трасса Дорогомиловской части Камер-Коллежского вала (XVIII век).
Солодовни и овины были построены в 1875—1876 годах по проекту архитектора А. Е. Вебера; в 1904—1907 годах — водонапорная башня по проекту архитектора Р. И. Клейна (совместно с Г. П. Евлановым) и в 1909 году — старый элеватор.
В начале 2014 года стало известно о планах строительства на месте бывшего завода новой штаб-квартиры «Роснефти», однако впоследствии эти планы не подтвердились. В марте 2018 года был представлен проект застройки территории завода. В 2019 году Мосгорнаследие утвердило проект зон охраны, легализующий высотную застройку. В попытках спасти комплекс градозащитники безуспешно обращались в Министерство культуры с просьбой присвоить зданиям охранный статус. В 2020 году территорию завода обнесли забором — владелец участка Capital Group запланировал на его месте строительство жилого комплекса на 35-метровых опорах. Почти год шла независимая экспертиза, признавшая комплекс построек завода достойным получения статуса объекта культурного наследия федерального значения. В 2021-м активисты провели народный сход в защиту Бадаевского завода. Тем не менее, в конце 2021 года были снесены часть главного корпуса (строение 1), котельная с трубой (часть строения 2), «старая» и «новая» солодовни (стр. 3), бродильня, помещение для холодильной машины, ледники, подвалы.
По мнению противников застройки, высотные здания закроют вид с набережной не только на сохранившиеся корпуса завода, но и на гостиницу «Украина».